# Parco del Serio
Il parco del Serio è un'area naturale protetta della Lombardia che si sviluppa lungo il fiume Serio fino alla sua foce nell'Adda dal comune di Seriate al comune di Montodine, per una lunghezza di circa 45 km. Il territorio del parco attraversa 26 comuni tra la provincia di Bergamo e Cremona. La superficie complessiva è di 7750 ettari ed è compreso tra una quota minima di 48 m s.l.m. e 250 m s.l.m.. I motivi che spinsero alla costituzione del parco furono la salvaguardia del tipico ambiente perifluviale, favorendone il recupero ed evitandone il degradamento. 

## Storia
Le prime volontà di istituire un'area protetta risalgono all'anno 1973 a cura delle province di Cremona e Bergamo. Questa proposta si concretizzò nel 1985 con l'istituzione del parco regionale dopo la promulgazione della Legge regionale n. 70 del 1º giugno. 
Nel mese di ottobre 2022 il Consiglio regionale della Lombardia approvava la Legge che autorizzava l'allargamento dei confini del Parco ai comuni di Covo e Pedrengo e ad ulteriori aree del comune di Seriate; negli ultimi due comuni si è trattato di inglobare parte della porzione di territorio precedentemente inquadrata nel parco locale di interesse sovracomunale (Plis) "del Serio Nord".
La gestione del parco è affidata a un consorzio tra ventisei comuni e le province di Bergamo e Cremona.

## Territorio
La zona del territorio bergamasco attraversata dal parco si caratterizza per la presenza di un greto fluviale, dovuto all'inabissamento delle acque. Da Mozzanica verso Cremona il fiume riemerge in superficie, costituendo langhe e mortizze. 
Il corso del fiume, che rappresenta l'asse del parco, segue un andamento nord-sud e presenta caratteristiche diverse a seconda dei tratti.
Nella zona più a nord, il fiume è suddiviso in vari rami che si configurano in una forma allungata nel senso della corrente e vengono continuamente modificati a causa delle piene; questa zona è caratterizzata da una notevole permeabilità che spesso provoca l'infiltrazione delle acque nel sottosuolo, grazie alle quali si alimenta una profonda falda freatica.
Tra Cologno al Serio e Martinengo, il fiume riaffiora. Nella parte più a sud si può notare la presenza di ambienti umidi, detti lanche, che presentano spesso caratteristiche di grande interesse naturalistico. In questo tratto, inoltre, i depositi alluvionali si riducono e, diventando sempre meno permeabili, il fiume si ricompone in un unico alveo con un solco stretto e inciso.
Il territorio attraversato dal parco è prettamente rurale e la presenza del Serio è stata fondamentale nello sviluppo dell'attività agricola dei vari comuni bagnati dal fiume. Grazie a meccanismi di canalizzazione delle acque, alcuni territori più ghiaiosi sono stati resi coltivabili. 
La presenza del fiume ha impattato anche sull'architettura dei borghi: infatti, si sono costruite cascine con i ciottoli del fiume. Nel parco, inoltre, sono presenti bastioni, fossati, torri e altre architetture militari, poi convertite in strutture agricole. Alle fortezze presenti in molti comuni, tra cui Urgnano, Romano di Lombardia, Morengo, Bariano, si aggiungono le ville signorili disseminate in tutto il territorio. 

### Riserve naturali
All'interno del parco sono state individuate due aree a riserva naturale: quella della Palata Menasciutto, in territorio cremasco e quella di Malpaga-Basella, in territorio bergamasco.
Palata Menasciutto

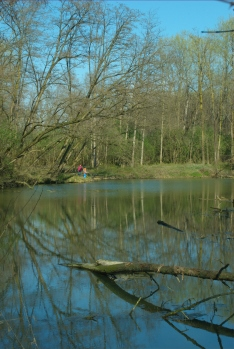
Palata del Menasciutto

Collocata tra i comuni di Pianengo e Ricengo, si considera una tra le zone naturalistiche più importanti del parco. Per tale motivo, è inclusa in una zona speciale di conservazione (ZSC) della Rete Europea Natura 2000. 
L'ambiente è ripariale e caratterizzato da una folta vegetazione cresciuta spontaneamente. Alle sponde del fiume si possono trovare il salice eleagno e l'ontano bianco, tipici di ambienti collinari e trasportati dal fiume in questo territorio. Attorno alle lanche, nelle zone più paludose, si annoverano boschi di salici bianchi, oltre al canneto e al tifeto. Tra le specie rare si contano la madreselva pelosa, la ginestrella e l'orchide militare. 
In quanto alla fauna, si riscontra la presenza della gambusia e di molti uccelli acquatici, come la gallinella d'acqua o la folaga, data la forte paludosità della zona. 
Malpaga - Basella
Si definisce come una zona steppica e arida compresa tra la Basella e il castello di Malpaga. L'aridità del territorio è dovuta al substrato ghiaioso e drenante. Le specie vegetali si sono, di conseguenza, adattate all'ambiente in modi diversi e nella riserva si possono osservare specie steppiche, mediterranee e orofile. Esistono specie che tendono a ridurre la perdita d'acqua attraverso la traspirazione: l'aglio delle bisce e il millefoglio giallo ne sono un esempio. D'altro canto, la borracina insipida o la borracina acre, sopravvivono grazie alle riserve di acqua accumulate durante i periodi di pioggia. Nei prati della riserva si notano soprattutto orchidee e il forasacco eretto.

## Flora
La vegetazione ripariale è prevalentemente spontanea. La ricchezza della vegetazione è gradualmente diminuita. Il parco si caratterizza per la presenza della robinia e di altre specie esotiche, come l'ailanto, il gelso da carta o il platano. 
Il parco conta circa cento specie tra alberi, arbusti e lianose; di cui una trentina sono autoctone. Tra gli alberi troviamo soprattutto salici bianchi, ontani neri, pioppi, aceri e querce. Tra gli arbusti spiccano il sambuco, il biancospino, il sanguinello e la rosa selvatica. 

## Fauna
La fauna del parco presenta ancora significative presenze, nonostante si possa notare un notevole deterioramento dell'ambiente naturale. A tal proposito, esistono progetti, finanziati dal Ministero dell'ambiente e dall'Unione europea, a tutela dell'habitat di alcuni anfibi a forte rischio di scomparsa.
Con riferimento all'ittiofauna, essa varia con il variare del regime idrogeologico del corso d'acqua, che a nord presenta acque poco profonde e ciottolose, mentre nella zona centrale e meridionale acque più profonde e a corrente più lenta. È da annoverare la presenza di una trentina di specie acquatiche che vanno dai temoli alle trote marmorate, tipici delle acque poco profonde a nord, dai cavedano alla savetta, dalla carpa all'anguilla, più diffusi a sud. 
Tra gli anfibi si contano tritoni, rospi, salamandre e raganelle.
Tra i mammiferi sono presenti ricci, talpe, lepri, conigli selvatici, donnole, tassi, puzzole, faine, ghiri e volpi.
Tra i rettili sono molto diffusi il ramarro, le lucertole dei muri, l'orbettino italiano, il biacco, le bisce dal collare e le vipere comuni.
Nonostante il rilevante intervento umano, l'avifauna conta circa 140 specie, di cui 40 nidificanti. Significativa la presenza della pavoncella, simbolo del Parco del Serio. I luoghi che hanno maggiormente conservato il loro stato di naturalità sono quelli più favorevoli all'avvistamento degli uccelli. Nelle zone più paludose, si possono avvistare il germano reale, la nitticora, l'airone cinerino. Gli spazi incolti, invece, sono l'habitat ideale per l'allodola e la cappellaccia.

## Itinerari
A seconda degli interessi e delle preferenze di ciascuno, sono diversi gli itinerari proposti. Innanzitutto, vi è una divisione tra itinerari storico - artistici e percorsi consigliati a chi vuole combinare la passione per la bici con la scoperta del territorio del Parco.

### Itinerari storico - artistici
I paesi inclusi nel territorio del Parco offrono un ampio panorama di beni culturali, artistici ed architettonici. Gli itinerari proposti sono stati suddivisi in tre macro categorie: residenze e edifici di difesa, luoghi di culto e luoghi della produzione.

#### Le residenze e gli edifici di difesa

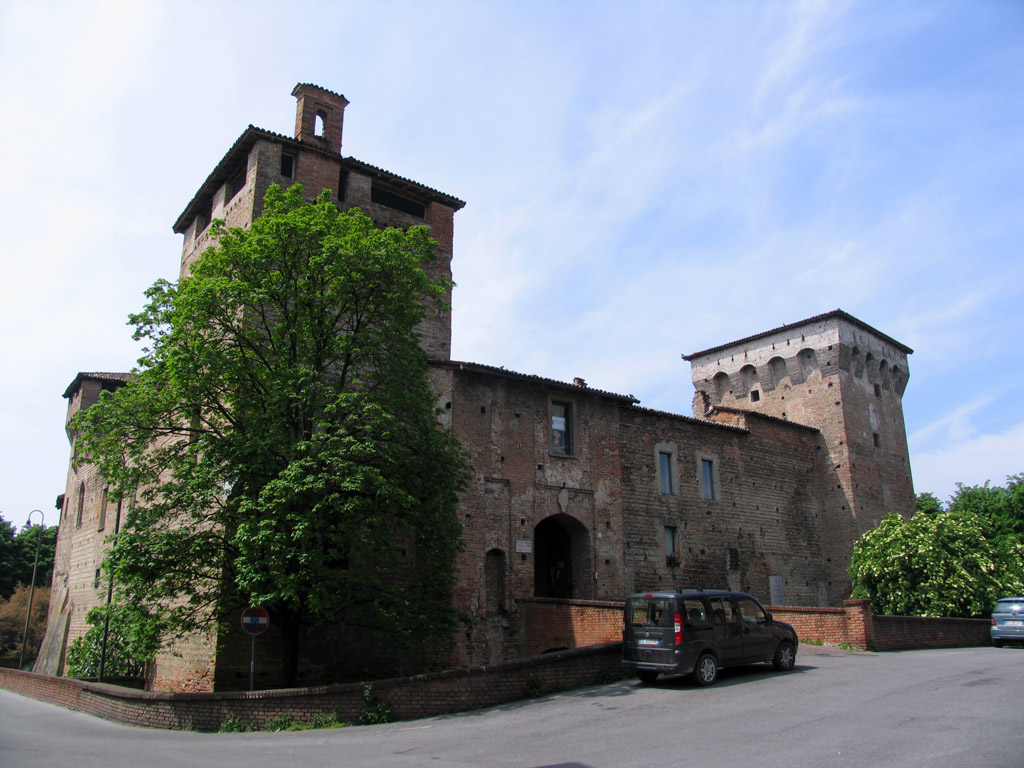
La Rocca - Romano di Lombardia

Le ville e i palazzi pullulano nell'area del Parco. Villa e Giardino Griffoni a Castel Gabbiano, risalenti alla fine del XVII secolo, sono uno dei primi esempi. Castel Gabbiano era la residenza estiva dei Conti Griffoni che decisero di costruire lì un'immensa villa, circondata da un giardino adornato con statue. Villa Martini San Bernardino a Crema, datata XVI secolo, presenta una facciata molto semplice e fa oggi parte dell'Oratorio. Palazzo Rubini a Romano di Lombardia fu fatto edificare nel 1845 su volontà del tenore Giovan Battista Rubini. La facciata è elegante e raffinata, in tardo stile neoclassico. Oggi nel palazzo trovano sede il museo e una scuola di musica. All'interno del Palazzo Benvenuti a Montodine è conservato il cippo di confine tra lo Stato di Milano e lo Stato di Venezia.
In quanto agli edifici di difesa, Bartolomeo Colleoni possedeva numerosi castelli posti all'interno dei confini del parco del Serio. Nella lista si annoverano: il castello di Malpaga, residenza ufficiale della famiglia Colleoni; il castello di Cavernago, all'esterno austero, ma con sale riccamente affrescate; il castello di Cologno al Serio e quello di Martinengo, di cui oggi rimane solo la torre con tessitura muraria in ciottoli di fiume e mattoni pieni. All'interno dell'itinerario sono incluse anche la rocca di Romano di Lombardia, costruita come sede dell'esercito, oggi è sede del parco del Serio; e la rocca di Urgnano, edificata nel XIV secolo e circondata da un fossato. 

#### I luoghi di culto

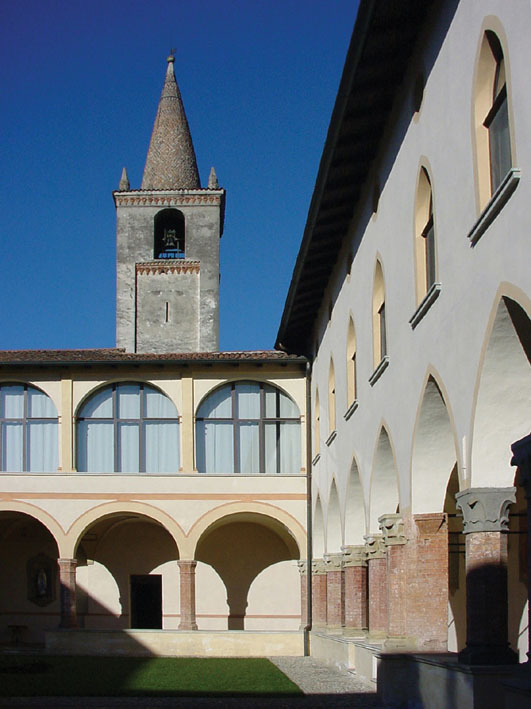
Chiostro Monastero Incoronata a Martinengo

In questo itinerario sono inclusi santuari, chiese, oratori, monasteri e conventi. Serve menzionare il Santuario dell'Incoronata alla Basella, costruito dopo l'apparizione della Vergine ad una ragazza di Urgnano. Dal punto di vista architettonico, la facciata è tipicamente trecentesca, con tre ingressi e tre rosoni. Fino a qualche decennio fa, era abitudine far suonare la campana del Santuario della Madonna Fontana a Romano di Lombardia durante i temporali per richiamare coloro che lavoravano lungo il fiume Serio. In quanto ai materiali di costruzione, bisogna annoverare la chiesetta campestre di San Giuseppe a Romano di Lombardia, la cui muratura vede l'uso di ciottoli e mattoni, tipici della zona. In merito agli oratori e ai santuari, nell'area interessata dal Parco rientrano l'Oratorio di San Carlo Borromeo nella località Castello di Ricengo, l'Oratorio di San Giuseppe alle Capannelle di Zanica, il santuario della Madonna del Binengo a Sergnano, il santuario della Madonna del Marzale a Ripalta Vecchia. Il Serio e il suo parco includono anche monasteri e conventi, come il Monastero di Santa Chiara a Martinengo, costruito su volontà della moglie di Bartolomeo Colleoni; e il Convento dei Frati Minori Osservanti a Pianengo, edificato nel XV secolo e del cui edificio originale sono rimasti solo due chioschi.

#### I luoghi della produzione
La presenza del fiume ha significativamente impattato sullo sviluppo rurale dei paesi coinvolti. In quanto ai luoghi di produzione, in primis vengono menzionate le cascine. Esistono delle differenze strutturali tra la cascina bergamasca e quella cremasca; però l'uso che se ne fa è molto simile: il portico presenta una stanza per gli attrezzi ed è anche il luogo di ritrovo degli abitanti della cascina. I materiali di costruzione sono ciottoli di fiume, mattoni, pietre e legno; ovvero tutti quei materiali tipici del territorio del Parco. Alcuni esempi di cascinale sono la cascina Corsa a Bariano, la cascina Seriana a Morengo e la cascina Casino a Zanica. Di mulini ne sono rimasti pochi, tra cui il Molino Campagna a Cologno al Serio e il Molino da grano a Montodine. Le fornaci sono stati altri importanti elementi per lo sviluppo agricolo del territorio. Esse, infatti, permettevano di cuocere il materiale prelevato dal fiume per produrre mattoni, calce o vetro. Oggi a Cavernago, Cologno al Serio e nei pressi di Crema ne sono rimaste alcune testimonianze.

### Itinerari ciclabili
Nella specifica sezione del sito web del parco del Serio è presente una cartina geografica per ogni itinerario.

#### Seriate - Ghisalba
Si parte dall'Oasi Verde di Seriate e si arriva fino alla riserva Malpaga - Basella. Si può poi proseguire fino al Castello di Malpaga e a Ghisalba.

#### Ghisalba - Romano di Lombardia
In questo itinerario si attraversano Martinengo, Romano di Lombardia e Cologno al Serio e i relativi centri storici di origine medievale. Inoltre, in questi territori si possono ammirare i tipici fontanili, come quelli nei pressi della chiesetta del Campino a Cologno, e le aree boschive nella zona di Morengo.

#### Romano di Lombardia - Sergnano
Nel paese di Romano di Lombardia si può visitare l'Orto Botanico del parco del Serio e il Centro cicogne. Il percorso prevede il passaggio a Bariano e a Fara Olivana con Sola, dove si trovano diverse rogge alimentate dal Serio o da alcuni fontanili. Consigliata anche la visita al centro storico di Mozzanica. 

#### Sergnano - Crema
Questo itinerario è incentrato sulla riserva naturale Palata Menasciutto, tra i comuni di Ricengo e Pianengo. È così possibile osservare due lanche fluviali, alcune zone umide utili alla riproduzione degli anfibi e una garzaia.

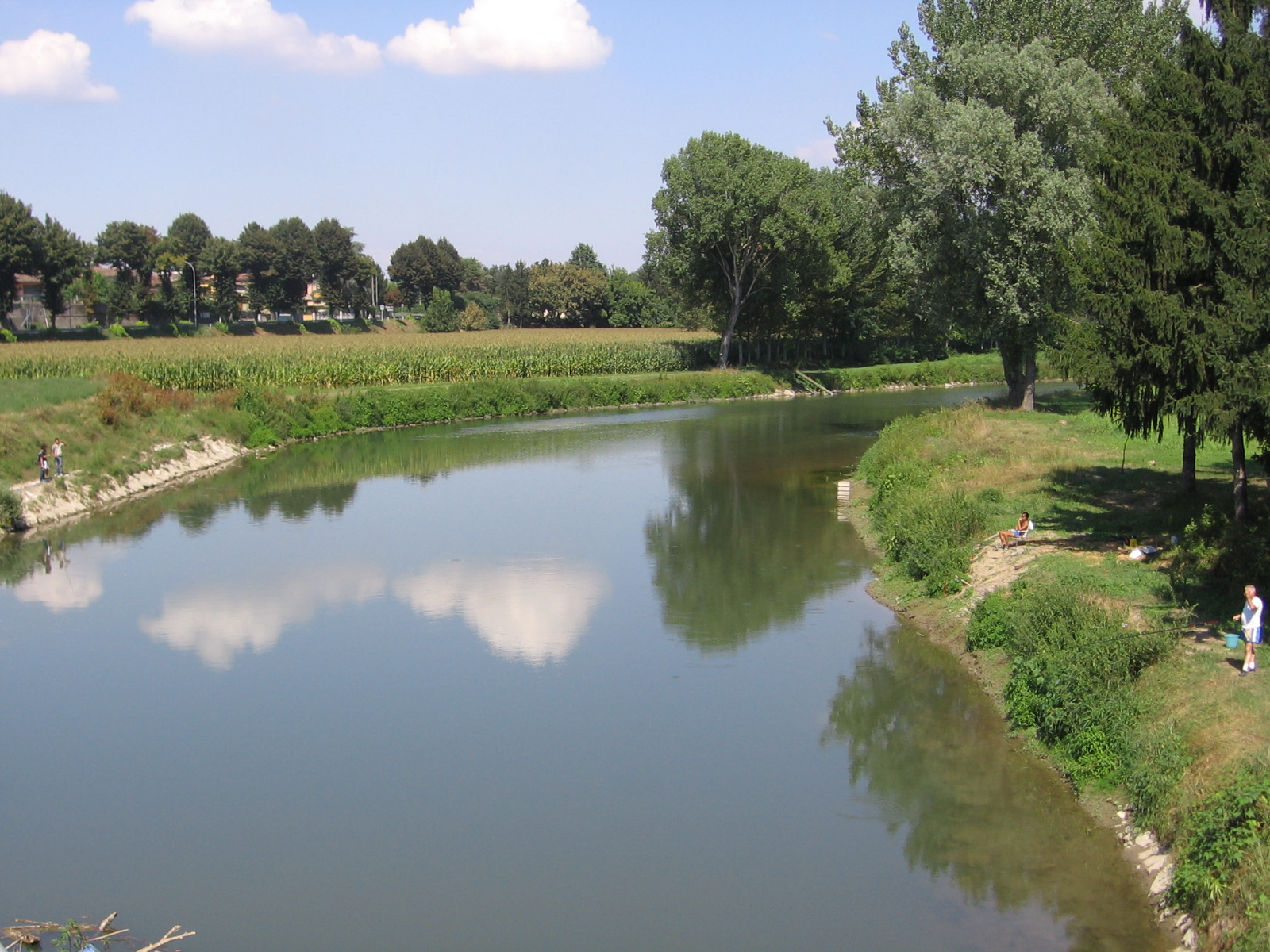
Serio a Montodine

#### Crema - Montodine
In questo percorso si raggiunge la parte più a sud del parco. Le visite consigliate sono Crema, Madignano e Palazzo Benvenuti a Montodine.